# Conspiracy Watch
 (février 2025).
Motif : Article qui ne respecte ni WP:SPS ni WP:PROP, et encore moins WP:NPOV, avec une section "Critiques" disproportionnée et reposant sur des sources primaires imposées par un passage en force sous forme de guerres d'édition.
Conspiracy Watch est un site web français et francophone fondé en 2007 et géré depuis 2014 par l'association L'Observatoire du conspirationnisme, dont le nom est aussi le sous-titre du site. 
Sa ligne éditoriale est axée sur la dénonciation des théories conspirationnistes et antisémites, ainsi que du négationnisme. Il contribue également à la démystification des infox. Il est animé par son fondateur, le politologue Rudy Reichstadt et par Valérie Igounet, historienne spécialisée dans l'étude de l'extrême droite et l'histoire du négationnisme. 
Fonctionnant d'abord bénévolement, le site se professionnalise avec le soutien financier de la Fondation pour la mémoire de la Shoah à partir de 2017. En 2018, il devient un service de presse en ligne.

## Historique
Le site Conspiracy Watch est créé en 2007 par Rudy Reichstadt, qui s'y consacre d'abord bénévolement. Il a alors pour objectif de documenter et dénoncer le conspirationnisme, l'antisémitisme et le négationnisme, thèmes récurrents dans la sphère complotiste durant les années 2010, en informant sur les théoriciens du complot, leurs canaux d'expression. 

### Reconnaissance du site par les autorités publiques dès 2015
Le site est mis en avant après les attentats de janvier 2015 en France, lorsque la ministre Najat Vallaud-Belkacem affirme sur RTL qu'« un jeune sur cinq adhère à la théorie du complot ». Ce chiffre, qu'elle tient d'un entretien avec Rudy Reichstadt dans le cadre de la « mobilisation de l'école pour les valeurs de la République », concerne en fait les personnes croyant en particulier à l'existence des Illuminati. La déclaration provoque néanmoins une explosion des visites sur le site.
À la suite de cela, le Service d'information du gouvernement sollicite Rudy Reichstadt, en tant que principal rédacteur de Conspiracy Watch, pour participer à l'élaboration du contenu du site ontemanipule.fr, qui vise à lutter contre la diffusion des théories du complot. Rudy Reichstadt reçoit alors le soutien de la Délégation interministérielle à la lutte contre le racisme, l'antisémitisme et la haine anti-LGBT (DILCRAH) pour y réaliser des vidéos pédagogiques,.
Le site Internet est progressivement devenu une ressource recommandée par le ministère de l'Éducation nationale.

### Professionnalisation et financement dès 2017

Logo jusqu'en 2022.

En 2017, la Fondation pour la mémoire de la Shoah apporte son soutien à l'Observatoire du conspirationnisme,. Ce financement permet de rémunérer le travail de Rudy Reichstadt, exercé bénévolement auparavant. Il quitte alors son poste à la mairie de Paris et travaille dorénavant en tandem avec Valérie Igounet, historienne spécialiste du négationnisme et de l’extrême droite. Après dix ans de fonctionnement, en 2018, le site est reconnu comme service de presse en ligne,,.
En décembre 2020, la députée Martine Wonner exige que Conspiracy Watch retire de son site tout article traitant de sa personne, ce que refuse Rudy Reichstadt au nom de la liberté d'information.

### Enquête liée au Fonds Marianne en 2023
Conspiracy Watch est l'une des dix-sept associations sélectionnées par le comité du Fonds Marianne, créé en 2021 à l'initiative de Marlène Schiappa et ayant pour objet officiel de soutenir la lutte contre la radicalisation : Conspiracy Watch a bénéficié d'une subvention de 60 000 euros pour la production de notices d’information sur de grands thèmes complotistes et la mise à jour de notices existantes.
En 2023, Rudy Reichstadt lors de son audition au Sénat, indique que le budget de Conspiracy Watch est d'environ 203 000 €, financé à près de 50 % par des subventions publiques. Ces subventions ont permis de renforcer leur présence sur les réseaux sociaux pour contrer les discours de haine en ligne.
En avril 2024, Reporters sans frontières dénonce « des propos infondés » de Nicolas Dupont-Aignan, qui donnent lieu à une campagne de cyberharcèlement contre les journalistes de Conspiracy Watch, accusés par le député d'être membres d'« un cabinet noir d’Emmanuel Macron » qui serait financé par l’État et qui « détruit notre démocratie »[source secondaire nécessaire].

## Affaires révélées
Conspiracy Watch suit l’actualité des théories conspirationnistes et tente de démontrer qu'il existe une uniformité entre elles.
En février 2017, il est à l'origine de l'affaire Olivier Sauton, quand il exhume dans le passé du comédien des tweets antisémites et une collaboration en 2011 dans un film de Dieudonné, avec l’essayiste d’extrême droite Alain Soral et le négationniste Robert Faurisson.
En 2017, Conspiracy Watch accuse le blog les-crises.fr d'Olivier Berruyer de relayer une caricature anti-israélienne « qui court sur le web complotiste depuis 4 ans ». À la suite de cette dénonciation, les-crises.fr corrige son erreur. Selon The Times of Israel, les débats entre Rudy Reichstadt et Olivier Berruyer « ne datent pas d’hier ».
En janvier 2020, Conspiracy Watch dénonce un passage conspirationniste issu d'un nouveau manuel scolaire d'histoire destiné aux étudiants de Sciences Po et de classes préparatoires. On peut lire à la page 204 du manuel, à propos des attentats du 11 septembre 2001, que « cet événement mondial – sans doute orchestré par la CIA (services secrets) pour imposer l’influence américaine au Moyen-Orient ? – touche les symboles de la puissance américaine sur son territoire ». À la suite de cette révélation, la maison d'édition publie un correctif formel dans les exemplaires du livre qui n'ont pas encore été distribués en librairie ainsi que sur son site Internet.

## Évaluation du contenu éditorial

### Accueil du site Internet par les médias français
Le site Conspiracy Watch est régulièrement cité par des médias français de notoriété nationale, lors d'affaires impliquant des théories du complot, à l'image de celles concernant la mort d'Oussama ben Laden, la religion de Barack Obama, l'affaire DSK, les attentats du 11 septembre 2001 ou l'affaire Merah.
Le journaliste et directeur de rédaction de Libération, Laurent Joffrin, estime dans un article d'opinion que Conspiracy Watch est devenu un site de référence dans son domaine, de même que Philippe Foussier, Challenges, Les Jours ou Radio France.
Selon Caroline Fourest, ce site est « ultra-documenté et terriblement bien informé sur les désinformateurs de notre époque : [les] conspirationnistes ». Pour Mathieu Foulot, diplômé de l'EHESS, le site fait partie, avec HoaxBuster, de ceux qui « démantèlent de façon pédagogique rumeurs et fausses infos »[réf. souhaitée].

### Critiques et débats
Dans Marianne, Brice Perrier cite l'historienne et seconde salariée de Conspiracy Watch Valérie Igounet, pour qui le site met en œuvre « une sémantique, une rigueur et une neutralité qui en font un travail scientifique universitaire. » Cependant, selon Perrier, ce point de vue n'est pas forcément partagé. Il cite le politologue Julien Giry qui juge que « Conspiracy Watch produit un discours anticonspi qui dramatise la situation et permet de légitimer son existence », ce qui amène un résultat ni rigoureux ni neutre. Selon ce politologue, Reichstadt a tendance à écarter ce qui ne va pas dans son sens, y compris la plupart des travaux de recherche, et dans son livre « développe une vision pathologisante [du phénomène complotiste] avec certes des connaissances factuelles, mais sans volonté de compréhension sociale et sociologique ». Giry émet alors l'avis que Conspiracy Watch contribue à la radicalisation de gens qui doutent, en les associant à des propagandistes dangereux. Jean-Yves Camus, directeur de l'Observatoire des radicalités de la fondation Jean-Jaurès, dont Rudy Reichstadt est membre, relativise : « On partage ou pas la grille de lecture de Conspiracy Watch. Mais ça reste un pôle de ressources utile car personne d'autre ne fait ce travail ».
Dans un article critique du Monde diplomatique (2018), le journaliste Benoît Bréville reproche au fondateur de Conspiracy Watch un certain manque de neutralité dans le choix des personnalités mises en cause, l'accusant de cibler plus particulièrement des personnalités de la gauche radicale.
Dans Le Monde diplomatique, Jean-Michel Dumay conteste la méthode d'un sondage commandé fin 2017 à l’IFOP pour dresser un état des lieux de l’opinion sur les théories du complot dans la société française. Il explique que la liste fermée d’une dizaine d’affirmations que les sondeurs considèrent comme des « théories du complot » est trop large, et que les sondeurs ont mesuré le taux d’adhésion des sondés à ces « théories » même quand ces derniers ont indiqué ne pas les connaître.
En février 2013, à la suite de la diffusion du reportage Les Obsédés du complot de Caroline Fourest, dans lequel cette dernière interrogeait entre autres Rudy Reichstadt, Pascal Boniface souligne la proximité de Reichstadt avec la revue ProChoix de Fourest et considère que le site Conspiracy Watch « est principalement consacré à la dénonciation des critiques de la politique israélienne ». Le lendemain, Rudy Reichstadt lui répond que son jugement porté sur Conspiracy Watch est « non seulement faux mais aussi absurde », qu'il relève du « procès d'intention », qu'il « trahit [ses] obsessions » et la confusion qu'il fait entre « la défense de la politique de l’État d’Israël et la critique de fantasmes conspirationnistes aux remugles antisémites ».

## Enquête de 2018 sur le complotisme
Conspiracy Watch et la Fondation Jean-Jaurès commandent à l'Ifop une étude publiée le 7 janvier 2018, qui a pour objectif d'estimer la façon dont le complotisme se diffuse dans la société française, et d'obtenir des renseignements sur le profil de ceux qui adhèrent à ce type de contenus. Cette étude a été critiquée pour sa méthode discutable ; il lui a été reproché notamment de manquer de rigueur dans sa définition du « complotisme » et de contribuer à créer la confusion qu'en principe elle dénonce.

### Procédure et résultats
L'enquête d’opinion est réalisée en ligne auprès d'un échantillon de plus de 1 200 personnes âgées de plus de 18 ans et représentatives de la population française,. Elles doivent donner leur avis sur des thèmes considérés comme complotistes tels que « la consultation de l’horoscope, le doute sur la "version officielle" de l’attaque de Charlie Hebdo ou l’adhésion à l’idée que l’homme ne serait pas allé sur la Lune ». 
Selon les résultats de l'enquête, 79 % des Français adhérent à au moins une « théorie du complot ». 25 % des Français adhèrent à plus de cinq théories complotistes, 9 % à quatre théories, 13 % à trois théories, etc. Une rumeur récente serait selon le sondage particulièrement populaire, recueillant 55 % d'adhésions, rumeur selon laquelle « le ministère de la Santé est de mèche avec l’industrie pharmaceutique pour cacher au grand public la réalité sur la nocivité des vaccins ». Rudy Reichstadt explique qu'il a choisi pour ce sondage les thèses conspirationnistes les plus répandues.
Plusieurs médias français rendent compte de l'enquête en présentant ses résultats comme inquiétants. D'après France 24, « l'étude de l’Ifop dresse le portrait d’une France très friande de théories du complot ». La Fondation Jean-Jaurès juge toutefois que le pays « penche plutôt du côté des non-complotistes ».
Arnaud Mercier, professeur en communication à l’Institut français de presse, confirme que les jeunes ont toujours plus remis en cause les théories officielles que leurs aînés, surtout depuis l’avènement des réseaux sociaux. Il juge aussi que leur esprit critique peut être exploité par des « marchands du doute » à des fins électorales.

### Critiques de l'étude
Pour le chercheur Arnaud Mercier, les « théories du complot » testées dans l'étude ne relèvent pas toutes à proprement parler du complotisme : ainsi par exemple, croire que « la Terre est plate » n'est pas du même ordre que le fait de croire à l'implication de la CIA dans l'assassinat de John Kennedy, car l'affaire de l'assassinat de J. Kennedy n'a pas été entièrement élucidée. De même, indique ce chercheur, la croyance dans l’horoscope ne mobilise pas les mêmes ressorts psychologiques et cognitifs que le refus d'admettre le réchauffement climatique. Arnaud Mercier estime que l'enquête contribue au brouillage des repères.
Hadrien Mathoux de Marianne, ainsi que Martin Clavey, journaliste scientifique et Jean-Michel Dumay critiquent également la méthodologie du sondage. L'enquête ne fait pas de différence, écrivent-ils, entre les sondés qui connaissaient les théories du complot et ceux qui les découvrent au moment d'être interrogés ; ces derniers n'ont pas eu le temps de la réflexion. Il est également reproché à la formulation de certaines questions d'entraîner l'adhésion à une théorie du complot de la part de personnes non « complotistes ». Est aussi critiqué le fait que les sondés n'ont pas eu la possibilité de répondre « Je ne me prononce pas », ce qui créerait une polarisation : il y aurait ceux « qui y croient » et ceux « qui n'y croient pas », les premiers étant automatiquement rangés dans la case « complotiste ». De plus, le sondage mélange les croyances (« la Terre est plate »), les sujets ayant fait l'objet de débats, et les théories réellement complotistes.
En 2018, le chercheur Baptiste Campion publie une étude sur le sondage et sa réception dans La Revue nouvelle. Selon lui cette enquête illustre « la difficulté à mesurer de manière fiable des croyances, en particulier lorsqu'elles sont marginales (ou marginalisées) ou peuvent porter sur des objets très distincts et impliquer des degrés d’adhésion différents ». En effet, faute d'une définition rigoureuse du complotisme, le caractère minoritaire d'une théorie du complot peut laisser penser qu'elle a été labellisée « complotiste » en fonction du consensus social, dans un but de stigmatisation, sans justification scientifique suffisante. De plus, l'hétérogénéité des questions du sondage qui mêlent des croyances « extravagantes » (« la Terre est plate ») et d'autres plus acceptables socialement, comme la mise en cause des lobbys, entretient le flou autour dudit « complotisme ». Enfin, l'opposition binaire du « vrai » et du « faux » évacue des processus psychologiques complexes qui peuvent entraîner une croyance infondée pour des raisons autres qu'un penchant au complotisme, ou une non-croyance pour des motifs irrationnels. Baptiste Campion conclut sur le fait que si le sondage était intéressant dans son principe, sa mise en œuvre problématique, la volonté d'étiquetage dont il procède, l'ont rendu inutilement clivant et contre-productif. 
Dans une étude de 2021, le chercheur Didier Fassin dénonce une enquête sensationnaliste qui gonfle artificiellement le nombre de complotistes, et affirme que les analyses mettant en évidence dès 2018 les faiblesses méthodologiques de ce sondage n'ont pas été suffisamment prises en considération ; l'enquête aurait réussi à imposer l'idée d'une société particulièrement vulnérable à des « schémas invisibles et inquiétants ». Paradoxalement, dit-il, « au moment même où l'enquête était officiellement censée alerter sur les dangers de la croyance en des faits alternatifs, elle participait elle-même, avec l’aide des grands médias, à la production d'une actualité douteuse et même d'un climat complotiste ». Didier Fassin reproche aussi à ce sondage qu'il juge peu fiable d'avoir pointé du doigt les catégories pauvres et peu instruites de la population comme étant particulièrement réceptives aux théories paranoïaques.
En 2021 également, les chercheurs Julien Giry et Emmanuel Kreis écrivent : « un exemple emblématique de l'usage « fourre-tout » de la catégorie « théorie(s) du complot » nous est fourni par un sondage réalisé en 2018 par l’IFOP pour le compte de la Fondation Jaurès et du site Conspiracy Watch, blog puis site visant à combattre les « théories du complot ». ». Il convient selon eux de ne pas mettre sur le même plan la conspiration comme « système idéologique » d'une part, et d'autre part, les fausses informations, les rumeurs, le radicalisme politique, le fanatisme religieux, etc.. L'enquête, qui a inspiré des titres alarmistes dans les médias, repose selon eux sur une méthodologie critiquable.

## Enquête de 2020 sur les perceptions du Covid-19 (2019-2023)
En 2020 paraît un sondage commandé par la Fondation Jean‑Jaurès et Conspiracy Watch à l’institut IFOP : « L’Épidémie dans l’épidémie : thèses complotistes et Covid-19 ». Les chercheurs Julien Giry et Emmanuel Kreis jugent ce sondage emblématique d'une tendance à l'inflation dans l'utilisation du qualificatif « complotiste », utilisé selon eux de manière abusive pour évoquer des théories seulement marginales. Cette tendance serait de plus en plus marquée dans le champ médiatique et académique.
Ces deux chercheurs comparent la méthodologie de l'enquête et celle d'une étude américaine portant sur le même thème, publiée par le Pew Research Center. Dans les deux enquêtes, les questions posées étaient les suivantes : « Est-ce que le Covid-19 est apparu de manière naturelle ? », ou « A-t-il été développé intentionnellement dans un laboratoire ? », « fabriqué accidentellement dans un laboratoire ? », « existe-t-il réellement ? » ; la possibilité était donnée de ne pas se prononcer. Alors que le Pew Research Center indique que 23 % des sondés américains « ont mentionné une théorie marginale apparue dans les médias et sur les réseaux sociaux », contre 43 % qui « ont répondu correctement qu’il était apparu probablement de manière naturelle », l'enquête française parle, quant à elle, de « théorie du complot » pour les réponses incorrectes. Julien Giry et Emmanuel Kreis soulignent le fait que dans le sondage, pourtant, « aucun item ne mentionne le moindre complot » ; étant donné l'état des connaissances en 2020, la thèse d'un développement en laboratoire faisait l'objet d'un débat, elle était minoritaire et inexacte.